# Boussange
Cet article possède un paronyme, voir Poussanges.
Boussange est une ancienne commune française située dans le département de la Moselle en région Grand Est. Elle est rattachée à la commune de Gandrange depuis 1812.

## Géographie
Boussange est sur la rive gauche de l'Orne, à 10 km au sud de Thionville.

## Toponymie
Anciennes mentions : Buosinga (XIe siècle), Bolsenges et Bolsanges (1128), Bouzange (1245), Buisange (1273), Boussange (1380), Buolsange (XVe siècle), Bossange et Bocenge (XVe siècle), Bolsingen (1515), Bolsinga (1544), Boulsange (1586), Bolsange (1594), Bussingen (XVIIe siècle), Bolsinguen (1686), Boussange (1793), Bolzange (1801), Boussange ou Bolzingen (1836), Boussange ou Bolsingen (1839), Boussingen (1863).
En francique luxembourgeois : Bolséngen et Bolséng. En allemand : Bolzingen, Bolsingen et Bussingen (1871-1918 et 1940-1944). En lorrain roman : Bossange et Bossanche.
Selon Auguste Longnon, qui se base sur la mention Bolsenges de 1128, il s'agit de Bolzo, une forme hypocoristique d'un nom d'homme ayant pour terme initial bold ou bald ; cette forme est suivie du suffixe -ingen francisé en -enges puis -ange.
C’est probablement la graphie Bolzingen ou Bolsingen qui a donné le gentilé germanique Bolzinger, que l’on retrouve en tant que patronyme à partir du XVIIe siècle dans les communes alentour du pays thionvillois.

### Microtoponymie
Une partie d'une voie romaine, touchant l'Orne au niveau de Boussange, était anciennement appelée « la Hell » (l'enfer = chemin des morts), mot qui s'écrit Häll en luxembourgeois standard.

## Histoire
C’est avec le nom de Bolsingen que cette paroisse se trouve inscrite dans la matricule des églises de l’ancien décanat de Redingen ou Romba du diocèse de Metz. La paroisse de Boussange avait Hagondange pour annexe et dépendait de l'archiprêtré de Rombas ainsi que du chapitre de la cathédrale de Metz.
Ce village dépendait de la prévôté de Thionville, au sein du duché de Luxembourg, puis fut cédé au royaume de France en 1659 (traité des Pyrénées). Boussange fut par la suite intégré dans le bailliage de Thionville et était le siège d’une justice haute, moyenne et basse en 1681.
Le 22 avril 1812, la commune de Boussange fut réunie à celle de Gandrange par décret. En 1817, ce village avait une population de 129 individus, 24 maisons, et un territoire productif de 215 hectares dont 5 en vignes.
En 1935, la municipalité gandrangeoise fit démolir l'ancienne église romane de Boussange. C'est alors que fut trouvée une stèle dédiée à Mercure sous ses fondations.

## Administration
| Période                                  | Période | Identité             | Étiquette | Qualité |
| ---------------------------------------- | ------- | -------------------- | --------- | ------- |
| 1791                                     | 1794    | Nicolas Michel       |           |         |
| 1795                                     | 1797    | Jean Nicolas Colette |           |         |
| 1797                                     | 1798    | Jean Lansquenet      |           |         |
| 1798                                     | 1799    | Pierre Michel        |           |         |
| 1799                                     | 1803    | Jean-Jacques Lavry   |           |         |
| 1803                                     | 1806    | Jean Colette         |           |         |
| 1806                                     | 1812    | Georges Forfer       |           |         |
| Les données manquantes sont à compléter. |         |                      |           |         |

## Démographie
| 1793 | 1800 | 1806 | 1900 |
| ---- | ---- | ---- | ---- |
| 109  | 126  | 82   | 131  |

## Lieux et monuments
- Église Saint-Pierre
- Château de Boussange[16]

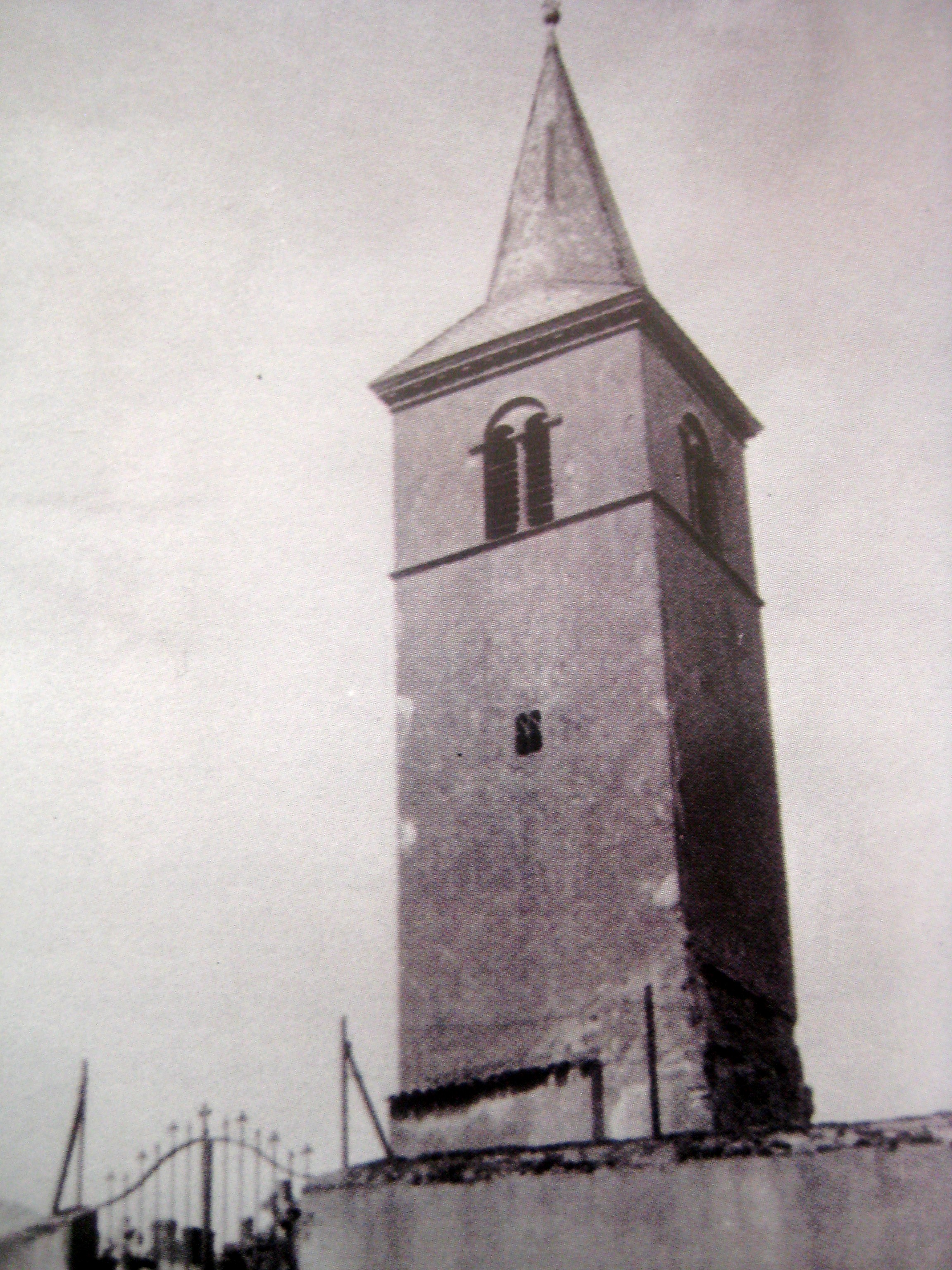
L'ancienne église.